# Oficina Europea de Selección de Personal

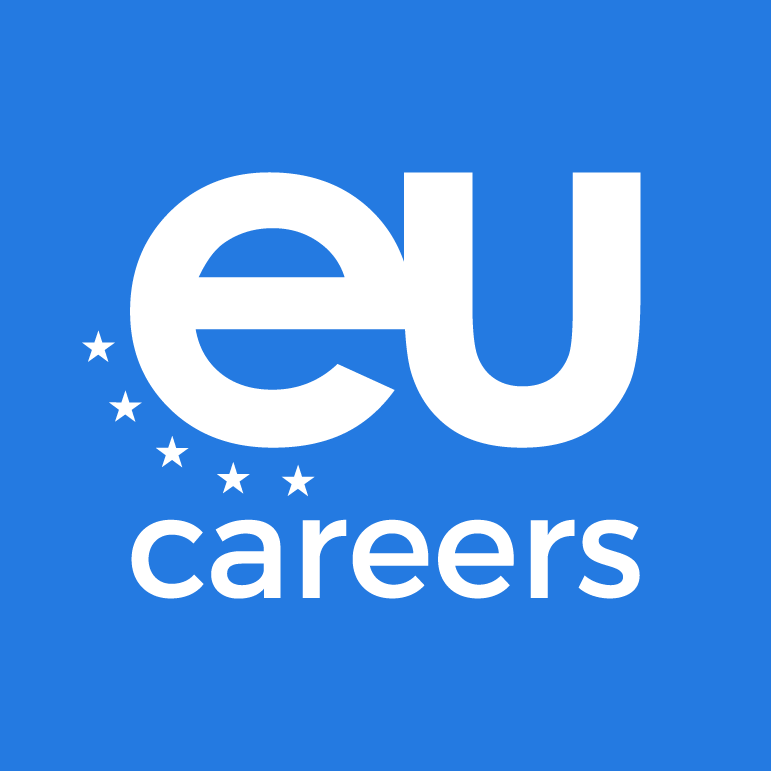
Logotipo

La Oficina Europea de Selección de Personal o EPSO (European Personnel Selection Office), es el organismo público encargado del reclutamiento de funcionarios para las diferentes instituciones y organismos de la Unión Europea.
Creada el 26 de julio de 2002 y en funciones desde el 1 de enero de 2003, la EPSO se encarga de organizar los concursos generales para la selección de personal.
Las pruebas son diferentes en cada concurso. Sin embargo la mayor parte contienen:
Una etapa de preselección que comprende preguntas de elección múltiple, un conjunto de tests escritos y en ocasiones un examen oral.
Generalmente la duración de cada concurso es de 12 meses. Es necesario dominar como mínimo dos lenguas de la UE, además de la lengua materna. Para la mayoría de las vacantes es necesario un diploma universitario, aunque también hay empleos que no exigen un tal título.